# Мордхе Хусід
Мордхе Хусід (їд. מרדכי חסיד; 28 лютого 1909, Секуряни, Хотинський повіт, Бессарабська губернія — 17 листопада 1988, Монреаль, Канада) — канадський єврейський поет і прозаїк. Публікувався переважно на їдиші, також на івриті.

## Біографія
Навчався у хедері та секурянській гімназії, яку закінчив 1926 року. У 1927—1930 роках навчався в учительській семінарії у Відні, у 1930—1944 роках працював учителем у Виборзькій середній школі з івритом та фінською мовою навчання у Фінляндії. У 1944—1950 роках жив у Швеції, де очолював відділ культурної роботи серед тих, хто пережив Голокост при єврейській громаді Стокгольма. 1948 року був делегатом від Швеції та Данії на Всесвітньому конгресі єврейської культури у Нью-Йорку. З 1950 року і до кінця життя працював учителем у єврейських школах Монреаля (зокрема в народній школі та вчительській семінарії). Був редактором основної канадської єврейської газети «Дер кенедер одлер» (канадський орел).
Публікувався з юнацьких років. 1928 року його оповідання «Тег ун нехт» (дні і ночі) отримало першу премію на літературному конкурсі газети «Унзер цайт» (наш час, Кишинів). Після цього його вірші, оповідання та нариси регулярно виходили в цій газеті, а також в «Чернівіцер блетер» (чернівецькі листки, Черновиці), «Інзл» (острів, Бухарест) «Уфганг» (схід, Сигіт), «Літераріше блетер» (літературні листки, Варшава), «Дер шпігл» (дзеркало, Буенос-Айрес), «Їдиш Білдер» (еврейські картинки, Рига), «Їдиш» (Лондон), «Їдиш фолксцайтунг» (єврейська народна газета, Бразилія), «Хежбм» (рахунок, Лос-Анджелес) і багатьох інших. Друкувався також у пресі на івриті «Передот» (від'їзд, Кишинів), «ха-Олам» (світ, Лондон) й інших. Був членом редакційної групи, що видала збірку останніх віршів Янкл-Іцоха Сегала (1896—1954) у Монреалі (1955), а також збірка творів Шлойме Вайсмана (1961). Написав вірші до музичного спектаклю «Гріне фелдер» (зелені поля), поставлений трупою Дори Вассерман за Перецем Гіршбейном.
У книжковому форматі вийшли друком поетичні збірки «Дойрес шрайен мих арібер» (покоління перекликають мене, 1969), «А шотн трогт майн кройн» (тінь несе мою корону, 1975), «Штойб ун ейькейт» (пил і вічність, 1981), — всього п'ять книг поезії та збірка прози («Формен ін брен» — форми у вогні, 1937).

## Публікації
- פֿאָרמען אין ברען (Формен ін брен — форми у вогні, оповідання). Вільнюс: Б. Кльоткін, 1937. — 206 с[12]
- דורות שרײַען מיך אַריבער (Дойрес шрайен мих арібер — покоління перекрикують мене, вірші). Монреаль, 1969. — 141 с.[13][14]
- אַ שאָטן טראָגט מײַן קרױן (А шотн трогт майн кройн — тінь несе мою корону, вірші). Монреаль, 1975. — 149 с.
- שטױב און אײביקײט (Штойб ун ейбікейт — пил і вічність, вірші). Монреаль, 1981. — 153 с.[15][16]